# Peggy Lipton

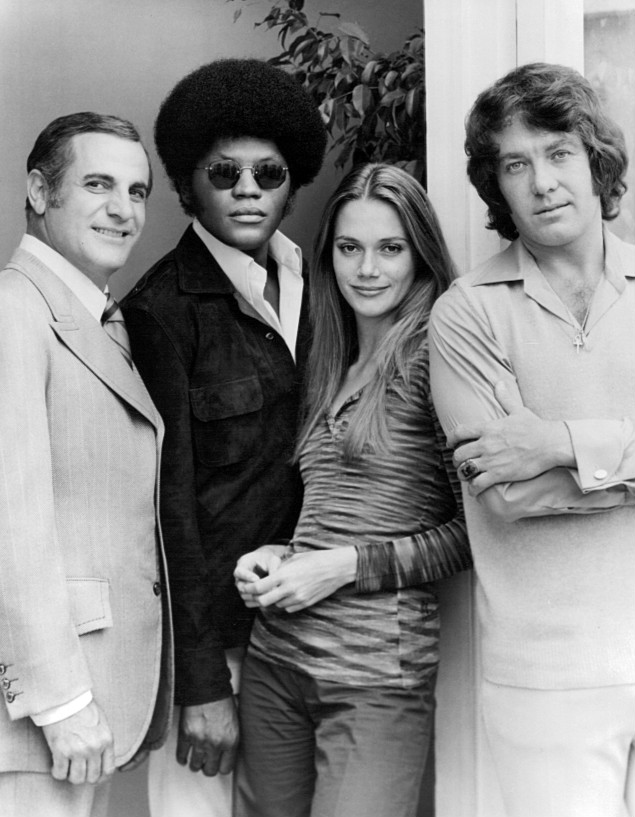
Huvudpersonerna i The Mod Squad 1972, från vänster: Tige Andrews, Clarence Williams III, Peggy Lipton och Michael Cole.

Margaret Ann "Peggy" Lipton, född 30 augusti 1946 i New York i New York, död 11 maj 2019 i Los Angeles, var en amerikansk skådespelare och tidigare fotomodell. Hon är främst känd för rollerna som Julie Barnes i The Mod Squad (1968–1973) och Norma Jennings i Twin Peaks (1990–1991, 2017). Hon var 1974–1990 gift med musikproducenten Quincy Jones. Tillsammans fick de döttrarna Kidada och Rashida Jones.

## Karriär
Peggy Lipton började som 15-åring som fotomodell för Ford Models och nådde vissa framgångar. Vid 19 års ålder gjorde hon TV-debut i The John Forsythe Show (1965). Mellan 1965 och 1968 gjorde hon flera korta gästframträdanden i olika tv-serier.
Hennes stora genombrott kom efter att hon debuterat 1968 i rollen som "hippien" Julie Barnes i Gänget. Hon tilldelades en Golden Globe-utmärkelse i kategorin bästa kvinnliga huvudroll i TV-drama 1971 för sina insatser och nominerades ytterligare fyra gånger under sin tid i serien fram till 1973.
Peggy Lipton satsade samtidigt på en karriär som sångerska och släppte en LP år 1968, Peggy Lipton. Hon nådde vissa framgångar, exempelvis med singeln "Stoney End" (plats 121 på Billboard Hot 100, 1968, senare en hit med Barbra Streisand 1970), som fanns på albumet. Lipton är också krediterad som en av flera låtskrivare på Frank Sinatras hit "L.A. Is My Lady" från 1984.
1988 gjorde Peggy Lipton comeback som skådespelare. Hon fick framför allt mycket uppmärksamhet för rollen som Norma Jennings i Twin Peaks (1990–1991).

## Filmografi i urval
- 1968–1973 – The Mod Squad (TV-serie) (123 avsnitt)
- 1988 – Tut i luren
- 1989 – Kinjite: Forbidden Subjects
- 1990–1991 – Twin Peaks (TV-serie) (30 avsnitt)
- 1991 – Galen identitet
- 1992 – Twin Peaks: Fire Walk with Me
- 1997 – The Postman - Budbäraren
- 2000 – Skipped Parts
- 2010 – When in Rome
- 2017 – A Dog's Purpose
- 2017 – Twin Peaks: The Return (TV-serie, fem avsnitt)